# 876

## Nașteri
- Henric I al Germaniei (Henric I Păsărarul), duce al Saxoniei din 912 și rege al Germaniei din 919, primul reprezentant al dinastiei de Saxonia (d. 936)

## Decese
- 31 ianuarie: Emma de Altdorf, soția și regina lui Ludovic Germanul, rege al francilor răsăriteni (n. 808)

- 28 august: Ludovic Germanul (aka Ludovic al II-lea al Sfântului Imperiu Roman, Ludovic Bavarezul), a fost rege al Bavariei din 817 și după Tratatul de la Verdun (843) rege al Franciei Răsăritene (Germania de azi) (n. 806)